# Gibraltar National Day
Gibraltar National Day è la Giornata Nazionale del territorio britannico d'oltremare di Gibilterra.
Si celebra ogni anno il 10 settembre e ricorda il primo referendum sulla sovranità di Gibilterra del 1967, ai cui elettori di Gibilterra è stato chiesto se volevano passare sotto la sovranità spagnola o rimanere sotto la sovranità britannica con la istituzione caratterizzata da un autogoverno: vinse la proposta di restare sotto la sovranitá britannica con lo schiacciante 99,64% dei voti.
Artefice e promotore principale del Referendum fu il politico Joshua Hassan, chiamato anche Salvador il Salvatore
La festa si celebra con sfilate di moda, lancio di migliaia di palloncini, canti e diversi concerti